# Modena Football Club 1969-1970
Questa pagina raccoglie le informazioni riguardanti il Modena Football Club nelle competizioni ufficiali della stagione 1969-1970.

## Rosa
| N. |                   | Ruolo | Calciatore             |
| -- | ----------------- | ----- | ---------------------- |
|    | Italia (bandiera) | A     | Paolo Andreoli         |
|    | Italia (bandiera) | D     | Walter Balestri        |
|    | Italia (bandiera) | D     | Gianni Balugani        |
|    | Italia (bandiera) | D     | Gianfranco Borsari     |
|    | Italia (bandiera) | P     | Santino Ciceri         |
|    | Italia (bandiera) | A     | Gian Paolo Facchinetti |
|    | Italia (bandiera) | C     | Battista Festa         |
|    | Italia (bandiera) | D     | Emer Franceschi        |
|    | Italia (bandiera) | C     | Bruno Franzini         |
|    | Italia (bandiera) | A     | Giordano Galli         |
|    | Italia (bandiera) | C     | Claudio Guglielmoni    |
|    | Italia (bandiera) | D     | Dino Landini           |
|    | Italia (bandiera) | D     | Angelo Lodi            |

| N. |                      | Ruolo | Calciatore       |
| -- | -------------------- | ----- | ---------------- |
|    | Italia (bandiera)    | A     | Luigi Manganotti |
|    | Italia (bandiera)    | D     | Luigi Marcioni   |
|    | Italia (bandiera)    | D     | Guido Mazzetti   |
|    | Italia (bandiera)    | A     | Gianni Merighi   |
|    | Argentina (bandiera) | A     | Rubén Merighi    |
|    | Italia (bandiera)    | P     | Walter Padovani  |
|    | Italia (bandiera)    | D     | Paolo Petraz     |
|    | Italia (bandiera)    | P     | Franco Pezzullo  |
|    | Italia (bandiera)    | C     | Flavio Ronchi    |
|    | Italia (bandiera)    | A     | Giancarlo Roffi  |
|    | Italia (bandiera)    | D     | Claudio Vellani  |
|    | Italia (bandiera)    | C     | Loris Zanfi      |

## Risultati

### Serie B

#### Girone di andata
| 14 settembre 1969 1ª giornata | Modena | 1 – 0 | Monza |  |

| 21 settembre 1969 2ª giornata | Reggiana | 1 – 1 | Modena |  |

| 28 settembre 1969 3ª giornata | Modena | 2 – 1 | Livorno |  |

| 5 ottobre 1969 4ª giornata | Como | 0 – 0 | Modena |  |

| 12 ottobre 1969 5ª giornata | Modena | 0 – 1 | Varese |  |

| 19 ottobre 1969 6ª giornata | Mantova | 1 – 0 | Modena |  |

| 26 ottobre 1969 7ª giornata | Modena | 2 – 0 | Foggia |  |

| 2 novembre 1969 8ª giornata | Catanzaro | 0 – 1 | Modena |  |

| 16 novembre 1969 9ª giornata | Modena | 1 – 3 | Catania |  |

| 23 novembre 1969 10ª giornata | Atalanta | 0 – 0 | Modena |  |

| 30 novembre 1969 11ª giornata | Reggina | 1 – 0 | Modena |  |

| 7 dicembre 1969 12ª giornata | Modena | 1 – 1 | Taranto |  |

| 14 dicembre 1969 13ª giornata | Perugia | 2 – 0 | Modena |  |

| 21 dicembre 1969 14ª giornata | Modena | 0 – 0 | Pisa |  |

| 28 dicembre 1969 15ª giornata | Modena | 0 – 0 | Genoa |  |

| 4 gennaio 1970 16ª giornata | Modena | 0 – 0 | Cesena |  |

| 11 gennaio 1970 17ª giornata | Arezzo | 0 – 0 | Modena |  |

| 18 gennaio 1970 18ª giornata | Piacenza | 0 – 0 | Modena |  |

| 25 gennaio 1970 19ª giornata | Modena | 1 – 0 | Ternana |  |

#### Girone di ritorno
| 1º febbraio 1970 20ª giornata | Monza | 2 – 1 | Modena |  |

| 8 febbraio 1970 21ª giornata | Modena | 1 – 1 | Reggiana |  |

| 15 febbraio 1970 22ª giornata | Livorno | 2 – 0 | Modena |  |

| 22 febbraio 1970 23ª giornata | Modena | 0 – 0 | Como |  |

| 1º marzo 1970 24ª giornata | Varese | 1 – 0 | Modena |  |

| 8 marzo 1970 25ª giornata | Modena | 1 – 1 | Mantova |  |

| 15 marzo 1970 26ª giornata | Foggia | 2 – 2 | Modena |  |

| 22 marzo 1970 27ª giornata | Modena | 1 – 0 | Catanzaro |  |

| 5 aprile 1970 28ª giornata | Catania | 2 – 0 | Modena |  |

| 12 aprile 1970 29ª giornata | Modena | 2 – 1 | Atalanta |  |

| 19 aprile 1970 30ª giornata | Modena | 1 – 1 | Reggina |  |

| 26 aprile 1970 31ª giornata | Taranto | 0 – 1 | Modena |  |

| 3 maggio 1970 32ª giornata | Modena | 0 – 0 | Perugia |  |

| 10 maggio 1970 33ª giornata | Pisa | 1 – 1 | Modena |  |

| 17 maggio 1970 34ª giornata | Genoa | 0 – 0 | Modena |  |

| 24 maggio 1970 35ª giornata | Cesena | 2 – 1 | Modena |  |

| 31 maggio 1970 36ª giornata | Modena | 1 – 0 | Arezzo |  |

| 7 giugno 1970 37ª giornata | Modena | 1 – 2 | Piacenza |  |

| 14 giugno 1970 38ª giornata | Ternana | 1 – 0 | Modena |  |

## Statistiche

### Statistiche di squadra
| Competizione | Punti | In casa | In casa | In casa | In casa | In casa | In casa | In trasferta | In trasferta | In trasferta | In trasferta | In trasferta | In trasferta | Totale | Totale | Totale | Totale | Totale | Totale | DR |
| Competizione | Punti | G       | V       | N       | P       | Gf      | Gs      | G            | V            | N            | P            | Gf           | Gs           | G      | V      | N      | P      | Gf     | Gs     | DR |
| ------------ | ----- | ------- | ------- | ------- | ------- | ------- | ------- | ------------ | ------------ | ------------ | ------------ | ------------ | ------------ | ------ | ------ | ------ | ------ | ------ | ------ | -- |
| Serie B      | 35    | 19      | 7       | 9       | 3       | 16      | 12      | 19           | 2            | 8            | 9            | 8            | 18           | 38     | 9      | 17     | 12     | 24     | 30     | -6 |
| Coppa Italia | 2     | 1       | 0       | 0       | 1       | 0       | 3       | 2            | 0            | 2            | 0            | 2            | 2            | 3      | 0      | 2      | 1      | 2      | 5      | -3 |
| Totale       |       | 20      | 7       | 9       | 4       | 16      | 15      | 21           | 2            | 10           | 9            | 10           | 20           | 41     | 9      | 19     | 13     | 26     | 35     | -9 |

### Statistiche dei giocatori
| Giocatore      | Serie B  | Serie B | Coppa Italia | Coppa Italia | Totale   | Totale |
| Giocatore      | Presenze | Reti    | Presenze     | Reti         | Presenze | Reti   |
| -------------- | -------- | ------- | ------------ | ------------ | -------- | ------ |
| P. Andreoli    | 1        | 0       | ?            | ?            | 1+       | 0+     |
| W. Balestri    | 2        | 0       | ?            | ?            | 2+       | 0+     |
| G. Balugani    | 23       | 0       | ?            | ?            | 23+      | 0+     |
| G. Borsari     | 29       | 0       | ?            | ?            | 29+      | 0+     |
| S. Ciceri      | 30       | -20     | ?            | ?            | 30+      | -20+   |
| G. Facchinetti | 20       | 2       | ?            | ?            | 20+      | 2+     |
| B. Festa       | 35       | 2       | ?            | ?            | 35+      | 2+     |
| E. Franceschi  | 1        | 0       | ?            | ?            | 1+       | 0+     |
| B. Franzini    | 29       | 1       | ?            | ?            | 29+      | 1+     |
| G. Galli       | 1        | 0       | ?            | ?            | 1+       | 0+     |
| C. Guglielmoni | 23       | 1       | ?            | ?            | 23+      | 1+     |
| D. Landini     | 23       | 0       | ?            | ?            | 23+      | 0+     |
| A. Lodi        | 19       | 1       | ?            | ?            | 19+      | 1+     |
| L. Manganotti  | 1        | 0       | ?            | ?            | 1+       | 0+     |
| L. Marcioni    | 29       | 1       | ?            | ?            | 29+      | 1+     |
| G. Mazzetti    | 1        | 0       | ?            | ?            | 1+       | 0+     |
| G. Merighi     | 25       | 5       | ?            | ?            | 25+      | 5+     |
| R. Merighi     | 23       | 2       | ?            | ?            | 23+      | 2+     |
| W. Padovani    | 2        | -1      | ?            | ?            | 2+       | -1+    |
| P. Petraz      | 29       | 0       | ?            | ?            | 29+      | 0+     |
| F. Pezzullo    | 10       | -9      | ?            | ?            | 10+      | -9+    |
| F. Ronchi      | 33       | 1       | ?            | ?            | 33+      | 1+     |
| G. Roffi       | 28       | 5       | ?            | ?            | 28+      | 5+     |
| C. Vellani     | 28       | 0       | ?            | ?            | 28+      | 0+     |
| L. Zanfi       | 2        | 0       | ?            | ?            | 2+       | 0+     |